# Punctoribates insignis
Punctoribates insignis är en kvalsterart som beskrevs av Berlese 1910. Punctoribates insignis ingår i släktet Punctoribates och familjen Punctoribatidae. Inga underarter finns listade i Catalogue of Life.